# Gianne Derks
Gianne Derks is een Nederlands wiskundige. Zij is hoogleraar wiskunde aan de Universiteit van Surrey.

## Opleiding en loopbaan
In 1988 voltooide Derks haar opleiding als wiskundig ingenieur aan de Technische Universiteit Eindhoven en vervolgens promoveerde ze in 1992 bij Embrecht (Brennie) W. van Groesen aan de Universiteit Twente. Haar proefschrift was getiteld "Coherent structures in the dynamics of perturbed Hamiltonian systems". In 1993/1994 verkreeg Derks een NATO Research Fellowship om onderzoek te doen aan de Universiteit van Californië - Santa Cruz en het Mathematical Sciences Research Institute (MSRI) in Berkeley. Gedurende 1994-1995 was Derks onderzoeker aan de Simon Fraser-universiteit in Vancouver, Canada. Vanaf 1995 werkte Derks aan de Universiteit van Surrey waar ze hoogleraar aan de Faculteit Wiskunde was en verbonden was aan het Centre for Mathematical and Computational Biology. Vanaf oktober 2020 is ze tevens directeur van die faculteit. Gianne Derks is per 1 mei 2023 benoemd tot de nieuwe wetenschappelijk directeur van het Mathematisch Instituut aan de Faculteit der Wiskunde en Natuurwetenschappen van de Universiteit Leiden. 

## Onderzoek
In haar onderzoek maakt Derks gebruik van abstracte wiskundige modellen waarin ze probeert structuren en basisprincipes te ontdekken en identificeren die vervolgens gebruikt kunnen worden om de modellen te analyseren. Deze ideeën past ze daarna toe voor de analyse van ‘echte’ processen in diverse toepassingsgebieden, zoals scheikunde, natuurkunde en biologie. 
Derks heeft een sterke achtergrond in partiële differentiaalvergelijkingen, bijvoorbeeld inhomogene golfvergelijkingen, en dynamische systemen. Sinds 2010 werkt ze meer en meer samen met onderzoekers in de levenswetenschappen, in de hoop bij te dragen aan een beter kwantitatief begrip. Met farmacologen werkt ze bijvoorbeeld aan modellen voor tumorgroei, waarin ze veranderingen in ruimte en tijd analyseert om zo de kanker nauwkeurig te kunnen onderzoeken. Derks maakt deel uit van de redactie van het tijdschrift Journal of Geometric Mechanics.
- International Standard Name Identifier: 0000 0003 7220 9236
- Mathematics Genealogy Project: 111699
- Nederlandse Thesaurus van Auteursnamen: 100750443
- Virtual International Authority File: 283851725